# Niederentzen
Niederentzen est une commune française située dans la circonscription administrative du Haut-Rhin et, depuis le 1er janvier 2021, dans le territoire de la Collectivité européenne d'Alsace, en région Grand Est.
Cette commune se trouve dans la région historique et culturelle d'Alsace.

## Géographie
Entre Vosges et Rhin, le village de Niederentzen est établi sur la rive gauche de l'Ill, à une altitude de 205 mètres, au centre d'un ban de 888 hectares s'étirant d'est en ouest entre la forêt de la Thur et les vestiges de la forêt de la Hardt. La surface boisée occupe 135 hectares et 725 hectares sont affectés à l'agriculture.
Le climat local est caractérisé par des précipitations faibles, 539 mm par an en moyenne, et une température annuelle moyenne de 10,2 °C.
|            | Biltzheim    | Oberhergheim |
|            | Niederentzen | Rustenhart   |
| Oberentzen | Oberentzen   | Hirtzfelden  |

## Histoire
Des tombes, des bijoux et des céramiques datant de la première période de l’âge du fer jusqu’à la fin de l’âge du bronze ont été découverts au lieu-dit « Giessen » et permettent de penser à une occupation ancienne de ce lieu situé sur une vieille piste celte.
Le nom (Nidern Enszheim 1276) est une contraction de Nieder-Ensisheim (Nieder : le bas).
Jusqu’au XIIe siècle, Niederentzen et Oberentzen ne forment qu’un seul ban.
Au XIIIe siècle, le ban est dissocié et Niederentzen appartient à l’abbaye de Murbach.
En 1358, le village est donné en fief aux seigneurs de Hattsatt.
En 1585, la famille de Hattsatt s’éteint et Niederentzen devient la propriété des Truchsess de Rheinfelden et le reste jusqu’à la Révolution. La dépouille de Jean-Melchior Truchsess, décédé en 1699, repose dans le chœur de l’église.
Après la Révolution, Niederentzen fait partie du bailliage d’Ensisheim.
Au XIXe siècle, l’homme d’affaires Henri Castro propose des terres dans l’État du Texas. Certains habitants répondent à l’appel et vont s’installer à Castroville et à D’Hanis. Cette seconde ville est actuellement jumelée avec Niederentzen ; une place du village porte son nom.

### Héraldique
| Blason de Niederentzen | Les armes de Niederentzen se blasonnent ainsi : « Écartelé, au 1er d'or au sautoir de gueules, au 2d et au 3e lascé d'argent et d'azur de six pièces, au 4e de gueules à quatre maillons de chaîne d'or en forme de croix retenus au centre par un cercle de même. » |

Le blason de  Niederentzen a été élaboré en 1978 par M.Lucien Bilger, alors maire de la commune. Il regroupe les armoiries des sires Hattstatt et ceux de la famille noble de Truchsess rappelant ainsi l'histoire du village.

## Politique et administration
| Période                                  | Période                   | Identité                                          | Étiquette | Qualité |
| ---------------------------------------- | ------------------------- | ------------------------------------------------- | --------- | ------- |
| 1977                                     | 2001                      | Lucien Bilger                                     |           |         |
| 2001                                     | En cours (au 31 mai 2020) | Jean-Pierre Widmer Réélu pour le mandat 2020-2026 |           |         |
| Les données manquantes sont à compléter. |                           |                                                   |           |         |

### Intercommunalité
Niederentzen fait partie intégrante de la C.C. du Centre Haut-Rhin. L'intercommunalité a inauguré en 2007 une crèche pour accueillir les enfants de 3 mois à 3 ans appelée coquelibulle.

### Budget et fiscalité
Fiscalité 2007 :

Taxe d’habitation : 6,38 %

Taxe foncière bâti : 6,64 %

Taxe foncière non bâti : 38,55 %

Taxe professionnelle : 13,42 % 

Budget primitif 2007 :

Section de fonctionnement :  389 195,00

Section d’investissement :  411 396,73

### Hydrographie

#### Réseau hydrographique
La commune est dans le bassin versant du Rhin au sein du bassin Rhin-Meuse. Elle est drainée par l'Ill et le canal Vauban,.
L'Ill, d'une longueur de 217 km, prend sa source dans la commune de Winkel et se jette  dans le Grand Canal d'Alsace à Offendorf, après avoir traversé 68 communes. Les caractéristiques hydrologiques de l'Ill sont données par la station hydrologique située sur la commune de Meyenheim. Le débit moyen mensuel est de 15,4 m3/s. Le débit moyen journalier maximum est de 154 m3/s, atteint lors de la crue du 30 janvier 2021. Le débit instantané maximal est quant à lui de 159 m3/s, atteint le 14 novembre 2023.

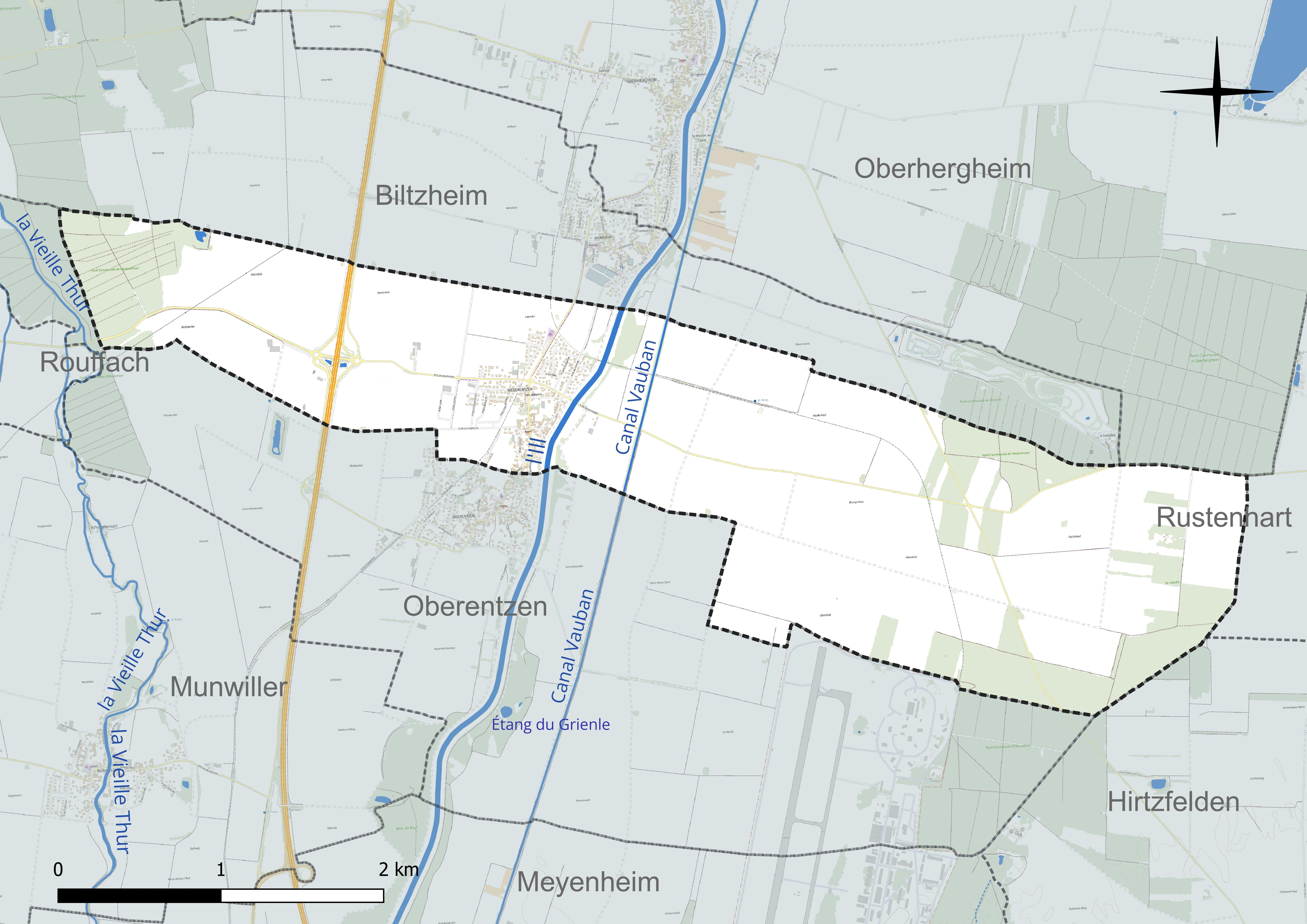
Réseau hydrographique de Niederentzen.

Le canal Vauban, d'une longueur de 24 km, prend sa source dans la commune de Ensisheim et se jette  dans la rigole de Widensohlen à Neuf-Brisach, après avoir traversé 14 communes. 

#### Gestion et qualité des eaux
Le territoire communal est couvert par le schéma d'aménagement et de gestion des eaux (SAGE) « Ill Nappe Rhin ». Ce document de planification concerne la nappe phréatique rhénane, les cours d'eau de la plaine d'Alsace et du piémont oriental du Sundgau, les canaux situés entre l'Ill et le Rhin et les zones humides de la plaine d'Alsace. Le périmètre s’étend sur 3 596 km2. Il a été approuvé le 17 janvier 2005. La structure porteuse de l'élaboration et de la mise en œuvre est la région Grand Est. 
La qualité des cours d’eau peut être consultée sur un site dédié géré par les agences de l’eau et l’Agence française pour la biodiversité. 

### Climat
Pour des articles plus généraux, voir Climat du Grand Est et Climat du Haut-Rhin.
En 2010, le climat de la commune est de type climat océanique altéré, selon une étude du Centre national de la recherche scientifique s'appuyant sur une série de données couvrant la période 1971-2000. En 2020, Météo-France publie une typologie des climats de la France métropolitaine dans laquelle la commune est exposée à un climat semi-continental et est dans une zone de transition entre les régions climatiques « Vosges » et « Alsace ». 
Pour la période 1971-2000, la température annuelle moyenne est de 10,5 °C, avec une amplitude thermique annuelle de 17,8 °C. Le cumul annuel moyen de précipitations est de 602 mm, avec 8,2 jours de précipitations en janvier et 8,8 jours en juillet. Pour la période 1991-2020, la température moyenne annuelle observée sur la station météorologique de Météo-France la plus proche, « Colmar-Meyenheim », sur la commune de Meyenheim à 4 km à vol d'oiseau, est de 11,3 °C et le cumul annuel moyen de précipitations est de 595,0 mm. 
La température maximale relevée sur cette station est de 40,9 °C, atteinte le 13 août 2003 ; la température minimale est de −24,8 °C, atteinte le 27 février 1986,,. 
Les paramètres climatiques de la commune ont été estimés pour le milieu du siècle (2041-2070) selon différents scénarios d'émission de gaz à effet de serre à partir des nouvelles projections climatiques de référence DRIAS-2020. Ils sont consultables sur un site dédié publié par Météo-France en novembre 2022.

## Urbanisme

### Typologie
Au 1er janvier 2024, Niederentzen est catégorisée petite ville, selon la nouvelle grille communale de densité à sept niveaux définie par l'Insee en 2022.
Elle est située hors unité urbaine. Par ailleurs la commune fait partie de l'aire d'attraction de Colmar, dont elle est une commune de la couronne,. Cette aire, qui regroupe 95 communes, est catégorisée dans les aires de 50 000 à moins de 200 000 habitants,.

### Occupation des sols
L'occupation des sols de la commune, telle qu'elle ressort de la base de données européenne d’occupation biophysique des sols Corine Land Cover (CLC), est marquée par l'importance des territoires agricoles (77,1 % en 2018), en diminution par rapport à 1990 (78,9 %). La répartition détaillée en 2018 est la suivante : 
terres arables (77,1 %), forêts (17,7 %), zones urbanisées (5 %), zones industrielles ou commerciales et réseaux de communication (0,3 %). L'évolution de l’occupation des sols de la commune et de ses infrastructures peut être observée sur les différentes représentations cartographiques du territoire : la carte de Cassini (XVIIIe siècle), la carte d'état-major (1820-1866) et les cartes ou photos aériennes de l'IGN pour la période actuelle (1950 à aujourd'hui).

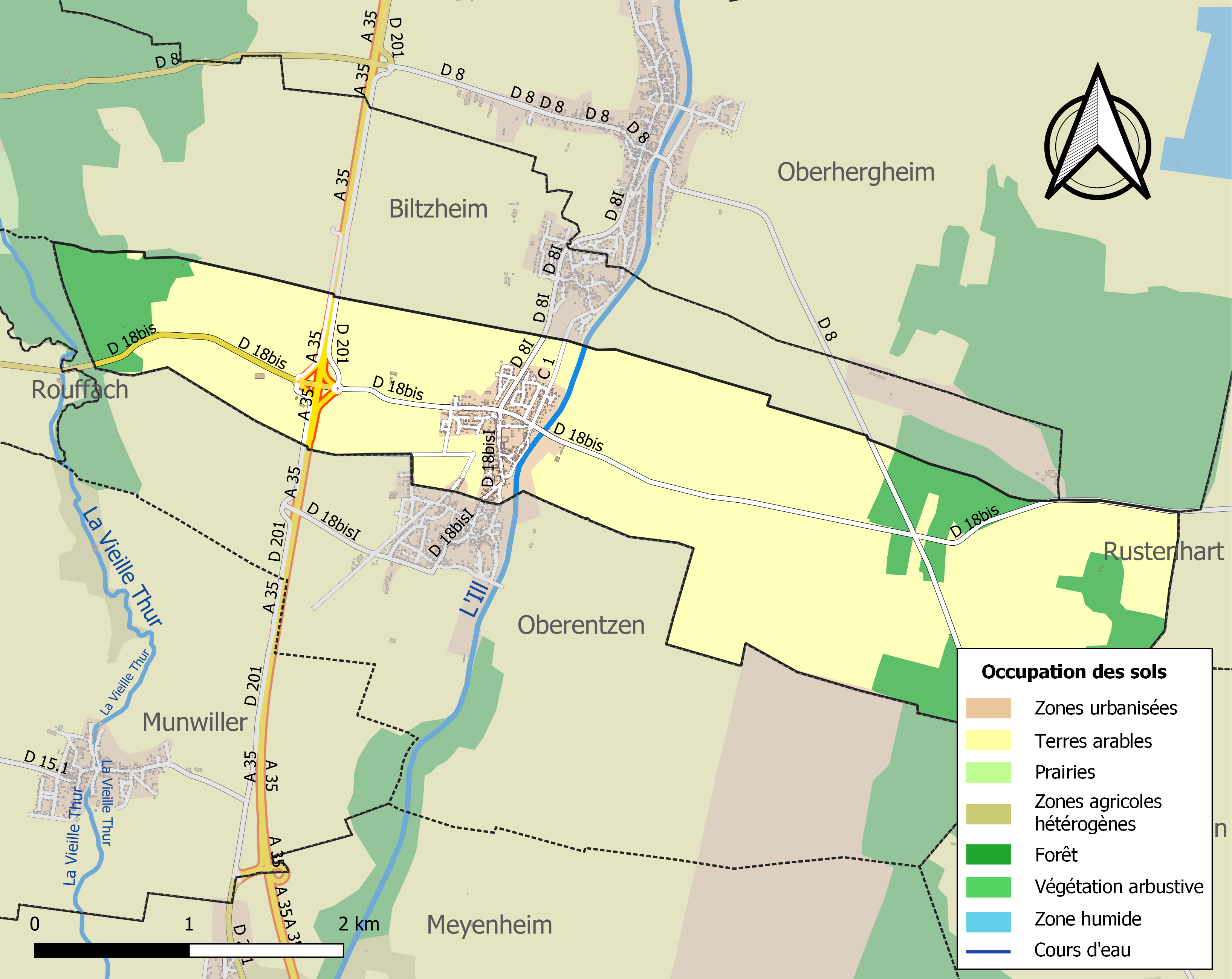
Carte des infrastructures et de l'occupation des sols de la commune en 2018 (CLC).

## Démographie
L'évolution du nombre d'habitants est connue à travers les recensements de la population effectués dans la commune depuis 1793. Pour les communes de moins de 10 000 habitants, une enquête de recensement portant sur toute la population est réalisée tous les cinq ans, les populations de référence des années intermédiaires étant quant à elles estimées par interpolation ou extrapolation. Pour la commune, le premier recensement exhaustif entrant dans le cadre du nouveau dispositif a été réalisé en 2008.

En 2022, la commune comptait 807 habitants, en évolution de +13,34 % par rapport à 2016 (Haut-Rhin : +0,66 %, France hors Mayotte : +2,11 %).
| 1793 | 1800 | 1806 | 1821 | 1831 | 1836 | 1841 | 1846 | 1851 |
| ---- | ---- | ---- | ---- | ---- | ---- | ---- | ---- | ---- |
| 270  | 252  | 322  | 332  | 431  | 472  | 493  | 478  | 415  |

| 1856 | 1861 | 1866 | 1871 | 1875 | 1880 | 1885 | 1890 | 1895 |
| ---- | ---- | ---- | ---- | ---- | ---- | ---- | ---- | ---- |
| 399  | 421  | 412  | 416  | 397  | 412  | 351  | 327  | 289  |

| 1900 | 1905 | 1910 | 1921 | 1926 | 1931 | 1936 | 1946 | 1954 |
| ---- | ---- | ---- | ---- | ---- | ---- | ---- | ---- | ---- |
| 284  | 266  | 249  | 260  | 263  | 246  | 226  | 228  | 218  |

| 1962 | 1968 | 1975 | 1982 | 1990 | 1999 | 2006 | 2008 | 2013 |
| ---- | ---- | ---- | ---- | ---- | ---- | ---- | ---- | ---- |
| 245  | 226  | 263  | 312  | 320  | 322  | 358  | 368  | 594  |

| 2018 | 2022 | - | - | - | - | - | - | - |
| ---- | ---- | - | - | - | - | - | - | - |
| 718  | 807  | - | - | - | - | - | - | - |

## Culture et patrimoine

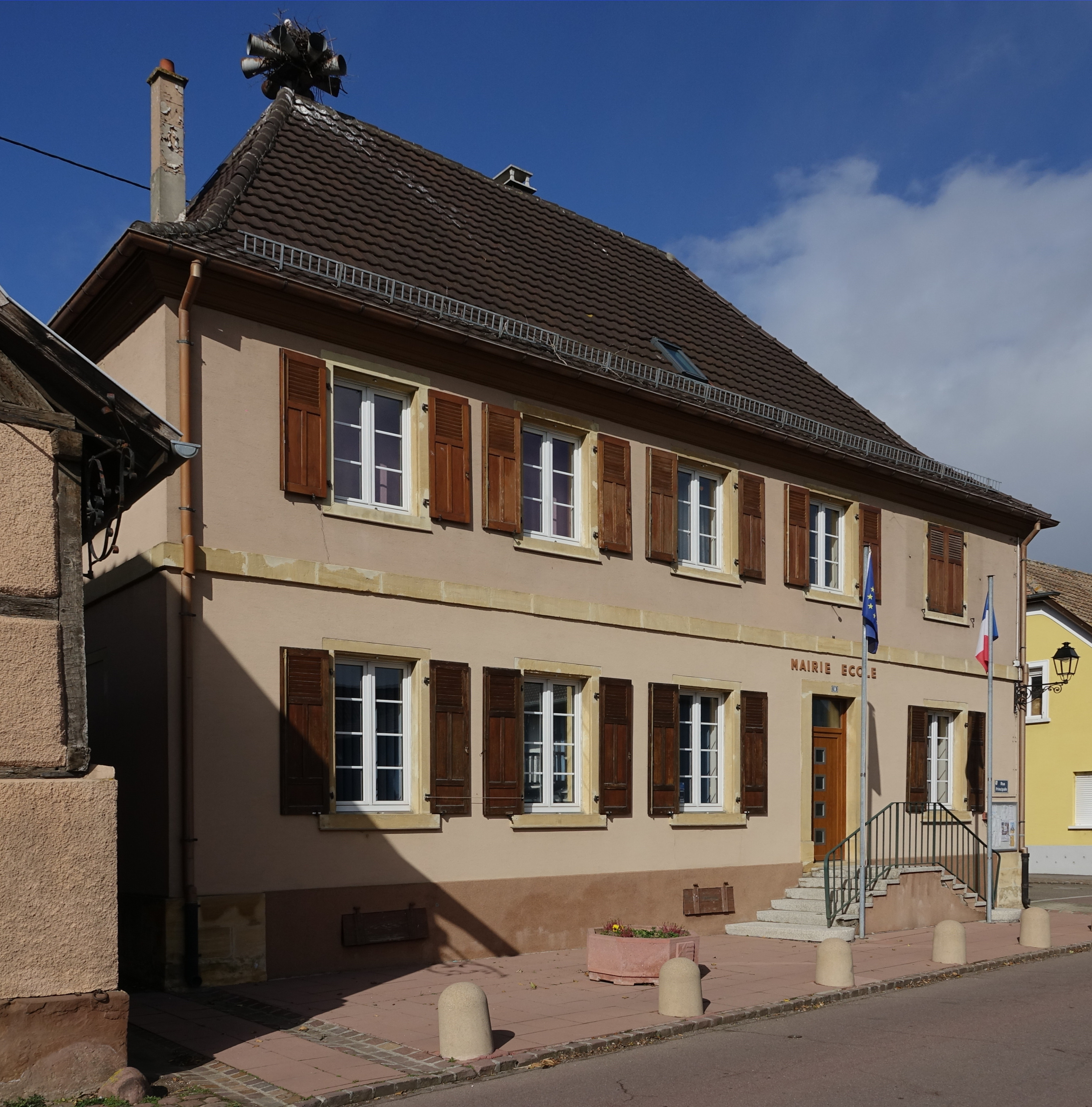
L'hôtel de ville.
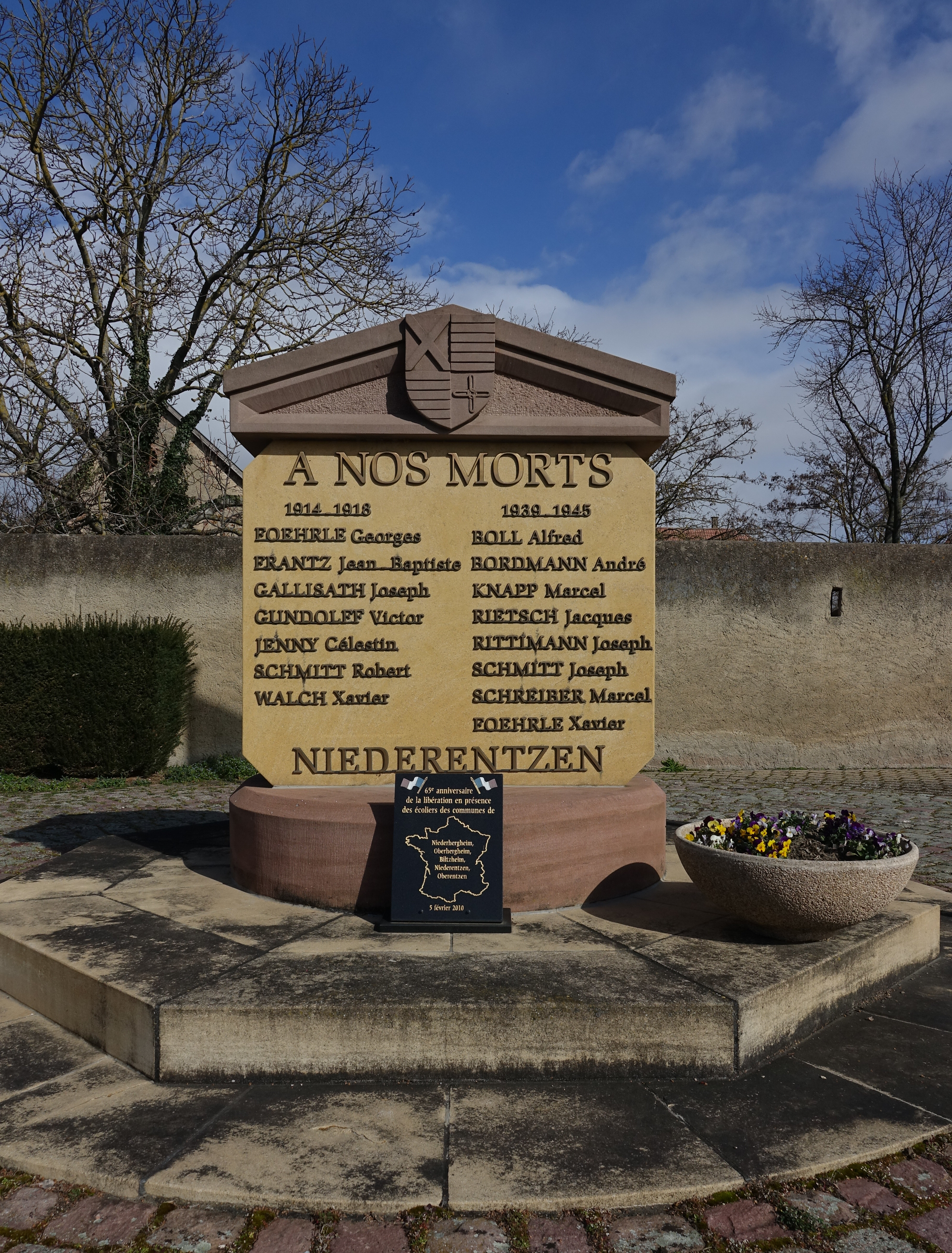
Le monument aux morts.

### Patrimoine civil
- Mairie ;
- Salle des fêtes ;
- Salle des associations ;
- Dépôt de pompiers ;
- Crèche ;
- École (aux quatre vents).

### Patrimoine religieux
Église Sainte-Agathe.

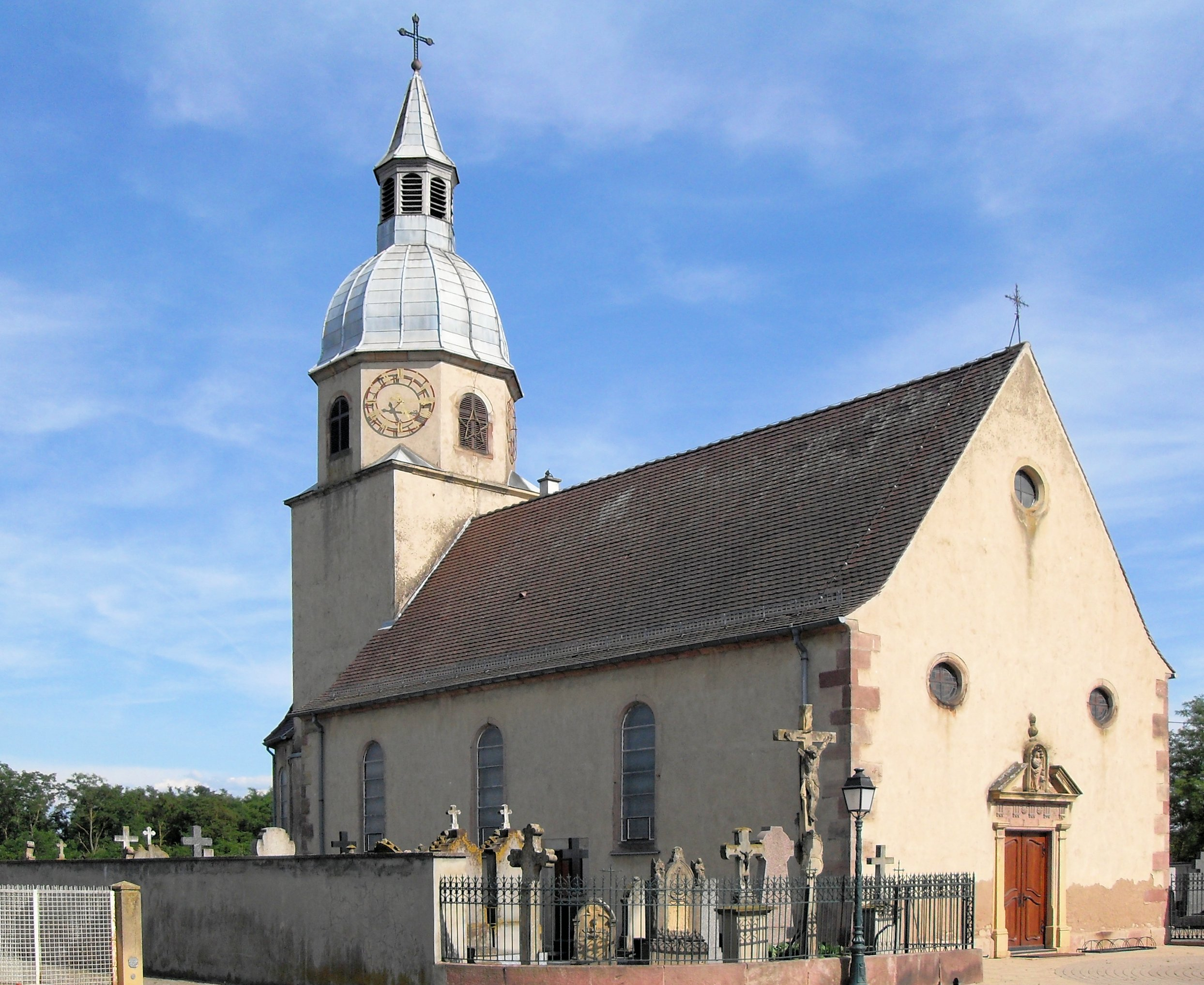
L'église Sainte-Agathe.
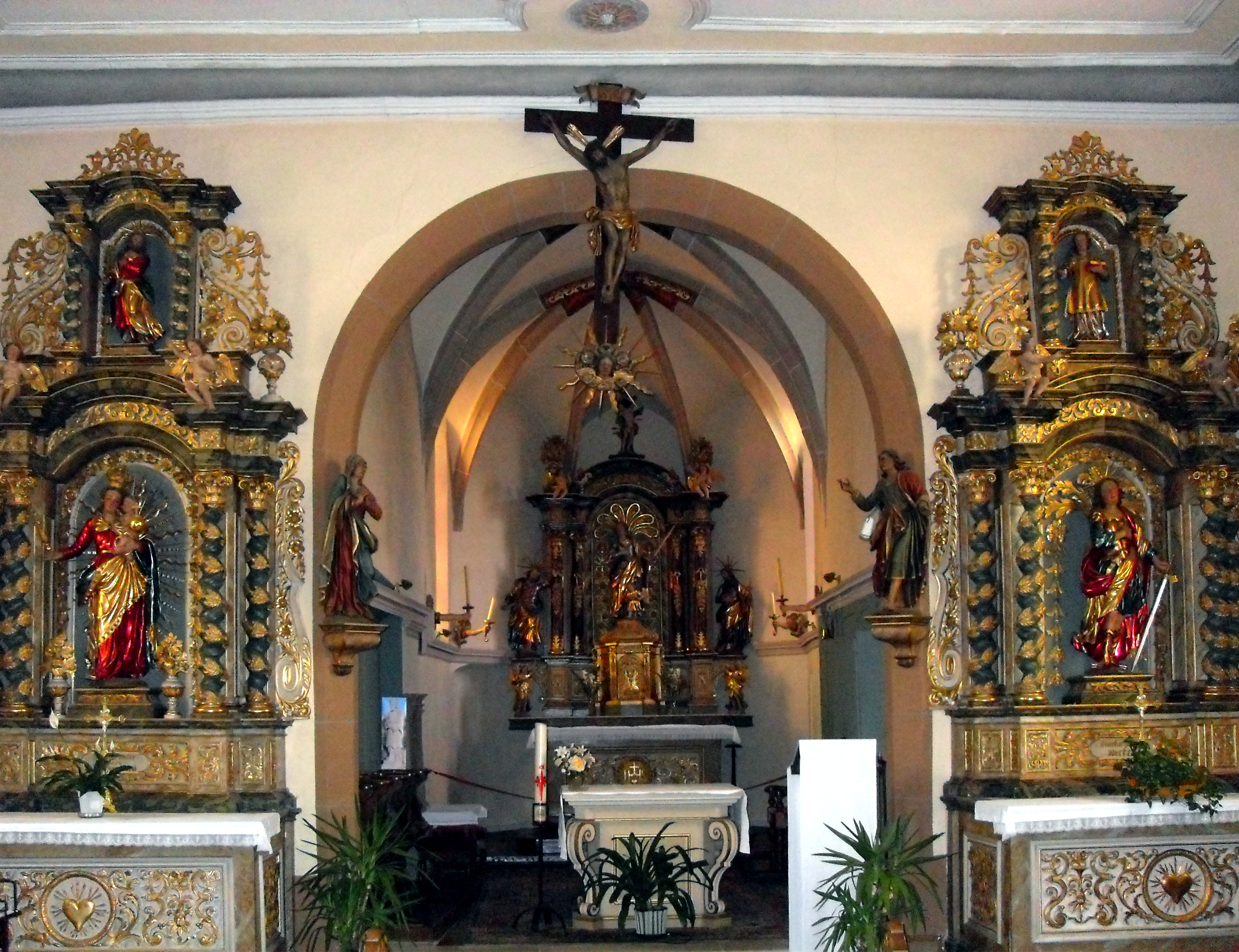
L'intérieur de l'église.

## Équipements ou Services

### Enseignement
Une école est située au nord du village dans la direction de Biltzheim.

## Lieux et monuments
- Église Sainte-Agathe de Niederentzen